# Tizennyolcszög
A geometriában a tizennyolcszög egy tizennyolc oldalú sokszög.
A szabályos sokszögek szögeire ismert képlet n=18 esetben a következőt adja:
{\displaystyle \alpha ={\frac {(n-2)}{n}}\cdot 180^{\circ }={\frac {16}{18}}\cdot 180^{\circ }=160^{\circ }}
Területére a következő adódik:
{\displaystyle A={\frac {18}{4}}a^{2}\cot {\frac {\pi }{18}}\simeq 25,5208a^{2}}

## A szabályos tizennyolcszög szerkesztése
Mivel 18 = 2 × 9, a szabályos tizennyolcszög nem szerkeszthető meg körző és vonalzó segítségével. Megszerkeszthető azonban neuszisz szerkesztéssel vagy szögharmadoló eszköz segítségével.

## A szabályos tizennyolcszög területe
A szabályos sokszögek területére ismert képlet n=18 esetben:
- a köréírt kör sugarának (R) függvényében

{\displaystyle A=n\cdot R^{2}\cdot \sin {\pi  \over n}\cdot \cos {\pi  \over n}=18\cdot R^{2}\cdot \sin {\pi  \over 18}\cdot \cos {\pi  \over 18}\approx 3{,}067\cdot R^{2}}
- a beírt kör sugarának (r) függvényeként pedig így:

{\displaystyle A=n\cdot r^{2}\cdot {\hbox{tg}}{\pi  \over n}=18\cdot r^{2}\cdot {\hbox{tg}}{\pi  \over 18}\approx 3{,}168\cdot r^{2}}